# Campeonato Mundial de Tiro con Arco en Sala de 1991
El I Campeonato Mundial de Tiro con Arco en Sala se celebró en Oulu (Finlandia) entre el 11 y el 17 de marzo de 1991 bajo la organización de la Federación Internacional de Tiro con Arco (FITA) y la Federación Finlandesa de Tiro con Arco.

## Medallistas

### Masculino
| Evento                    | Oro                     | Plata                    | Bronce                      |
| ------------------------- | ----------------------- | ------------------------ | --------------------------- |
| Arco recurvo individual   | Sébastien Flute Francia | Jay Barrs Estados Unidos | Vadim Shikarev URSS         |
| Arco compuesto individual | Joe Asay Estados Unidos | Dan Kolb Estados Unidos  | James Fowles Estados Unidos |

### Femenino
| Evento                    | Oro                   | Plata                       | Bronce                      |
| ------------------------- | --------------------- | --------------------------- | --------------------------- |
| Arco recurvo individual   | Natalia Valeyeva URSS | Chin Chiu-Yueh China Taipéi | Séverine Bonal Francia      |
| Arco compuesto individual | Lucia Panico · Italia | Kirsi Rantanen · Finlandia  | Glenda Doran Estados Unidos |

## Medallero
| Núm. | País           | Oro | Plata | Bronce | Total |
| ---- | -------------- | --- | ----- | ------ | ----- |
| 1    | Estados Unidos | 1   | 2     | 2      | 5     |
| 2    | Francia        | 1   | 0     | 1      | 2     |
| 2    | URSS           | 1   | 0     | 1      | 2     |
| 4    | Italia         | 1   | 0     | 0      | 1     |
| 5    | China Taipéi   | 0   | 1     | 0      | 1     |
| 5    | Finlandia      | 0   | 1     | 0      | 1     |
|      | TOTAL          | 4   | 4     | 4      | 12    |